# Cryptocephalus ragusanus
Cryptocephalus ragusanus là một loài bọ cánh cứng trong họ Chrysomelidae. Loài này được Roubal miêu tả khoa học năm 1912.